# Giuseppe Massari
Pour les articles homonymes, voir Massari.
Giuseppe Massari, né à Tarente le 11 aout 1821 et mort à Rome le 13 mars 1884, est un patriote, journaliste et homme politique italien.
Exilé en France depuis 1838, il a vécu pendant dix ans à Paris, où il a fréquenté les salons de Cristina Trivulzio Belgiojoso et de sa rivale Costanza Trotti Bentivoglio, en collaborant avec des revues italiennes patriotiques comme la Gazzetta italiana.